# Delphinium ellipticovatum
Delphinium ellipticovatum är en ranunkelväxtart som beskrevs av Wen Tsai Wang. Delphinium ellipticovatum ingår i släktet storriddarsporrar, och familjen ranunkelväxter. Inga underarter finns listade i Catalogue of Life.